# اچ‌ام‌اس راکت (اچ۹۲)
اچ‌ام‌اس راکت (اچ۹۲) (به انگلیسی: HMS Rocket (H92)) یک کشتی بود که طول آن ۳۵۸٫۲۵ فوت (۱۰۹٫۱۹ متر) o/a بود. این کشتی در سال ۱۹۴۲ ساخته شد.